# Verfassung des Landes Baden

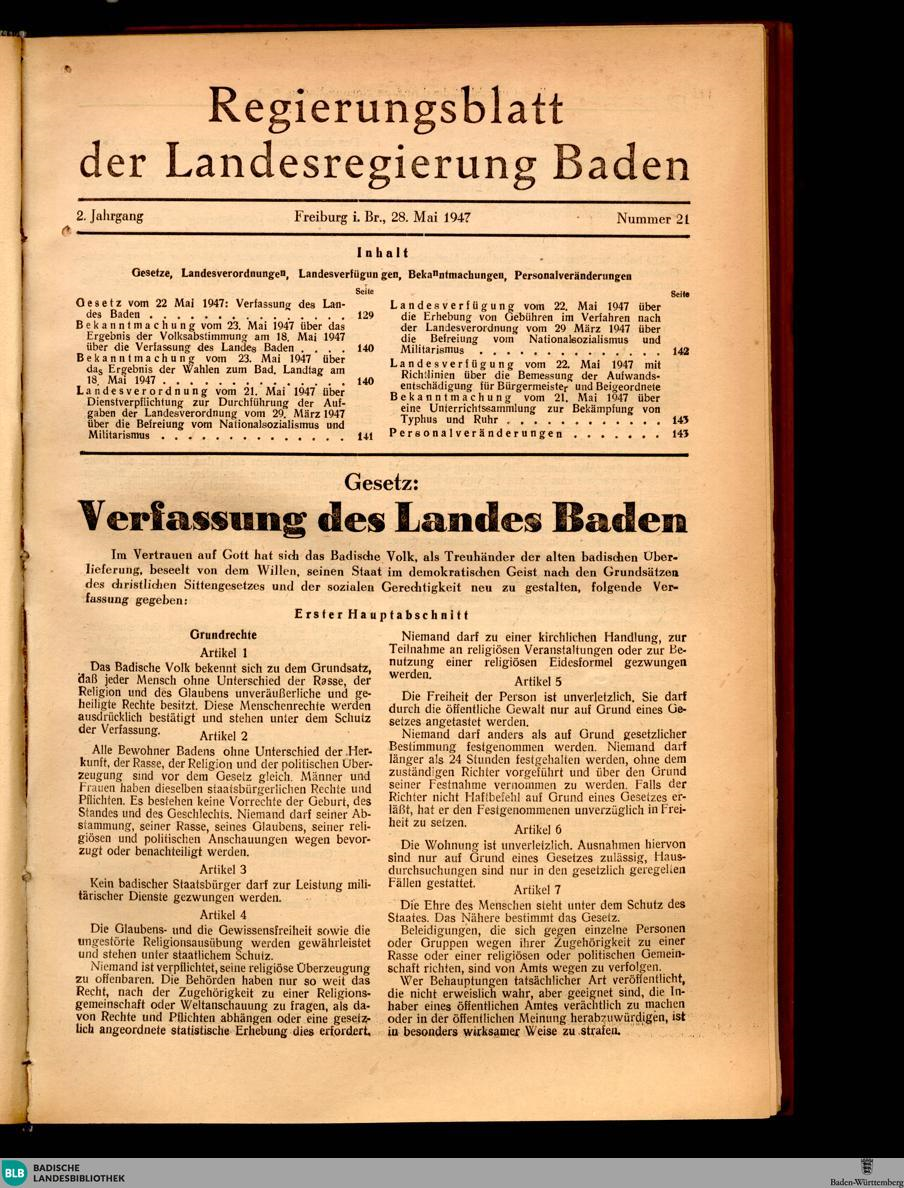
Publikation der Badischen Verfassung vom 18. Mai 1947 im Regierungsblatt

Die Verfassung des Landes Baden vom 18. Mai 1947 war die Verfassung des zur französischen Besatzungszone gehörigen Landes Baden und ehemaligen Bundeslandes Baden der Bundesrepublik Deutschland. Sie war vom 19. Mai 1947 bis 19. November 1953 in Kraft.
Das Bundesland Baden ging am 25. April 1952 mit Württemberg-Hohenzollern und Württemberg-Baden im Bundesland Baden-Württemberg auf.
Die Verfassung war in die fünf Hauptabschnitte Grundrechte, Grundpflichten und Gemeinschaftsleben, Staatsaufbau, Der Schutz der Verfassung sowie den Schlussbestimmungen unterteilt.
Die Beratende Landesversammlung des Landes Baden nahm den von ihr ausgearbeiteten Verfassungsentwurf in ihrer 16. Sitzung am 21. April 1947 mit 40 gegen zwölf Stimmen an. Nachdem die französische Militärregierung dem Text der Verfassung am 25. April 1947 zugestimmt hatte, wurde die Verfassung des Landes Baden der Bevölkerung gleichzeitig mit der Wahl zum ersten Landtag am 18. Mai 1947 zur Abstimmung vorgelegt und mit 67,9 % der abgegebenen gültigen Stimmen angenommen.
| Ergebnis          | Ja-Stimmen | Nein-Stimmen | Gesamt  |
| ----------------- | ---------- | ------------ | ------- |
| Stimmen (absolut) | 297.031    | 140.216      | 437.247 |
| Stimmen (Prozent) | 67,93 %    | 32,07 %      | 100 %   |

Die Verfassung trat am 19. Mai 1947 in Kraft. Sie wurde durch Gesetz vom 28. Februar 1951 (GVBl. S. 183) geändert und durch Artikel 94 Absatz 2 der Verfassung des Landes Baden-Württemberg vom 11. November 1953 per 19. November 1953 aufgehoben.